# Adolf van Hoobrouck de ten Hulle
Adolf van Hoobrouck de ten Hulle (1834 - 1915) was de burgemeester van de voormalige Belgische gemeente Gottem, thans een deelgemeente van de stad Deinze.

## Eigenaar
Adolf van Hoobrouck de ten Hulle, telg uit een familie van grondbezitters, was er burgemeester van 1879 tot bij zijn overlijden in 1915. Hij was de eigenaar van het "'t Goed ter Wallen" aan de Polderweg en van de villa gelegen in het centrum (Ardense Jagersstraat) van Gottem. Hij liet deze bouwen in 1880 en zij is heden herkenbaar aan het opvallende wapenschild aan de voorgevel. Niet het wapenschild van van Hoobrouck de ten Hulle, maar dat van de familie Lootens. Naar de latere burgemeester Charles Lootens, die eveneens de villa bewoonde.